# Richard Rudolph
Richard James Rudolph (Pittsburgh, 27 ottobre 1946) è un produttore discografico e musicista statunitense.

## Biografia
Rudolph entrò in contatto per la prima volta con il mondo della musica nel 1969, in veste di cantautore presso la Chess Records con sede a Chicago. L'anno dopo iniziò a scritturare alcune canzoni dell'album di esordio da solista di Minnie Riperton Come to My Garden, collaborando anche con Charles Stepney, a cui si deve la fama degli Earth, Wind & Fire.
La carriera da produttore discografico iniziò quando lui, insieme a Stevie Wonder, produsse il nuovo album della Riperton dal titolo Perfect Angel, nella quale figura anche la canzone di maggior successo Lovin' You. Nella sua lunga carriera di compositore ha scritto oltre 200 canzoni, molte delle quali per cantanti quali Teena Marie, Michael McDonald, Jermaine Jackson, Julian Lennon e molti altri.
Oltre a produrre musica e supervisione di numerosi film come Cocoon - L'energia dell'universo, Una perfetta coppia di svitati, Black Rain - Pioggia sporca, Linea mortale, Weekend con il morto, Black Dahlia, Virtuality, Duets e molti altri, Rudolph ha anche supervisionato miniserie televisive e ha lavorato come consulente musicale esclusivo per la HBO Pictures. È stato anche presidente dell'etichetta distribuita Atlantic Records, società che ha co-fondato con l'attore e collega Michael Douglas.

## Vita privata
Si sposò proprio con Minnie Riperton nel 1968 e rimasero insieme fino alla morte di lei, avvenuta nel 1979 per un tumore al seno. Dal loro matrimonio nacquero i figli Marc e Maya, quest'ultima attrice e cantante come la madre.
È attualmente sposato dal 1990 con l'ex cantante jazz Kimiko Kasai.